# Joshpara
Le joshpara est une sorte de boulette populaire en Asie centrale, dans le Caucase du Sud et au Moyen-Orient. Ils sont faits de carrés de pâte de blé azyme remplis de viande hachée et de condiments. En respect des règles diététiques islamiques, la garniture de viande est généralement sans porc.

## Étymologie
Josh signifie « bouillir » tandis que para est un terme pour « mors ». Ce mot était couramment utilisé avant le Xe siècle où il a été remplacé par le nom persan moderne gosh e-barreh, qui signifie « oreille d'agneau ». Il existe plusieurs variantes de ce nom dans d'autres langues, notamment en azerbaïdjanais (düşbərə, dushbara), en kazakh (тұшпара, tushpara), kirghize (чүчпара, chuchpara), tadjik (тушбера, tushbera), ouzbek (chuchvara) et ouïghour (چۆچۈرە, chöchürä). [Le mot arabe shishbarak (arabe : شيشبرك) ou shushbarak (arabe : شُشْبَرَك) serait dérivé de joshpara à l'époque préislamique,.
Une théorie sur l'étymologie des mots est que le mot vient du mot turc düşbərə. Les mots tosh et dash signifient « rempli » et « déversé » et berek signifie « nourriture » (plats faits de pâte). Cela fait allusion au fait que le düşbərə doit être ajouté lorsque l'eau est en train de bouillir et déborde de la casserole.
Une blague azerbaïdjanaise courante suggère que le mot vient de düş bəri, qui signifie « tomber ici » : en d'autres termes, demander de remplir la cuillère avec autant de boulettes que possible.

## Variantes régionales

### Cuisines turque et perse

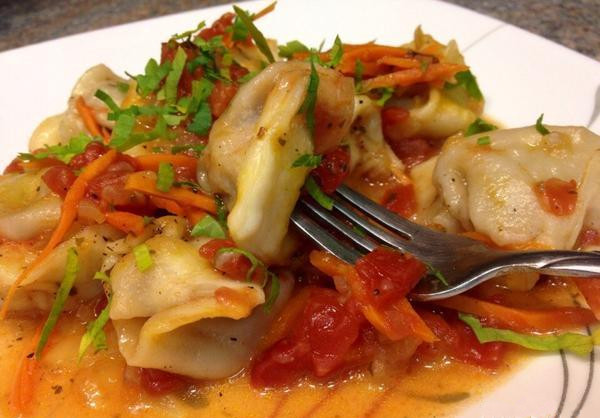
Chuchvara ouzbek à la sauce tomate et aux légumes.

On retrouve ce plat dans les cuisines azerbaïdjanaise, iranienne, tadjike, ouzbèke, ouïghoure et d'autres cuisines d'Asie centrale,,.
La pâte de la chuchvara ou tushbera d'Asie centrale est faite de farine, d'œufs, d'eau et de sel. Elle est roulée en une fine couche, puis coupée en carrés. Une cuillerée de farce à la viande assaisonnée d'oignons hachés, de poivre noir, de sel et de thym est placée au centre de chaque carré et les coins de la boulette sont pincés et pliés. Les boulettes sont cuites dans un bouillon de viande jusqu'à ce qu'elles remontent à la surface. La chuchvara peut être servie dans une soupe claire ou seule, avec du vinaigre ou une sauce à base de légumes verts, de tomates et de piments forts finement hachés. Une autre façon populaire de servir la chuchvara consiste à garnir les boulettes de syuzma (qatiq égoutté) ou de smetana (crème aigre). Cette dernière est connue sous le nom de « à la russe ».
En Azerbaïdjan, les boulettes sont plus petites et la pâte est plus épaisse. Les düşbərə sont généralement faites de pâte (farine de blé, œuf, eau), de mouton (désossé), d'oignons, de vinaigre, de menthe séchée, de poivre et de sel. Le plat est préparé soit avec de l'eau, soit avec du bouillon de viande. La viande de mouton peut être remplacée par du bœuf ou même du poulet. Le bouillon est fait à partir d'os de mouton et la viande hachée est préparée avec des oignons et des épices. La pâte est ensuite roulée, coupée en petits carrés et farcie de viande hachée. Les carrés sont pliés en triangle et les bords sont collés ensemble, ce qui donne des figures en forme de coquille. Les boulettes sont plongées dans l'eau salée bouillante et cuites jusqu'à ce qu'elles remontent à la surface,. Les düşbərə sont saupoudrées de menthe séchée. Du vinaigre mélangé à de l'ail râpé est ajouté ou servi séparément, selon le goût. Cinq à huit düşbərəs tiennent généralement sur une cuillère ; cependant, dans les régions rurales de l'Abşeron, ils sont faits assez petits pour qu'une cuillère puisse en contenir jusqu'à vingt.

### Cuisines arabes
Le shishbarak est préparé en Irak, en Jordanie, au Liban, en Palestine, en Syrie, au Hedjaz et dans le nord de l'Arabie saoudite. Après avoir été farcies de bœuf haché et d'épices, les fines boulettes de pâte sont cuites dans du yaourt et servies chaudes dans leur sauce. Faisant partie de la cuisine arabe depuis des siècles, une recette de shishbarak apparaît dans le livre de cuisine arabe de Damas du XVe siècle, Kitab al-tibakha.